# Astrid Lindgrens värld
Astrid Lindgrens värld, česky lze přeložit jako Svět Astrid Lindgrenové, je populární tematický zábavní park v jižním Švédsku. Park, který je pojmenován po švédské spisovatelce Astrid Lindgrenové (1907–2002), vznikl v roce 1981  nejprve jako pohádková vesnice Sagobyn v jejím rodném městě Vimmerby v kraji Kalmar v provincii Småland. Hlavním tématem parku je dílo této slavné spisovatelky dětské literatury. Park má rozlohu cca 0,18 km² a jeho zástavba se věnuje všem oblíbeným postavám knih Astrid Lindgrenové.

## Další informace
Svět Astrid Lindgrenové je otevřen v létě od května do srpna a nabízí divadelní vystoupení, zpěvy, tanec, filmy a další aktivity na mnoha místech parku. Nejpopulárnější jsou vystoupení Pippi Dlouhé punčochy (Pippi Långstrump) v její vile Villekulla a na lodi Hoppetossa. Setkání s prostředím a interakce se známými dětskými postavami tvoří důležitou součást nabídky. V parku se také nachází budovy postavené v měřítku 1:3, různé typy ubytování, kavárny, restaurace aj. Vstup je zpoplatněn.

## Galerie

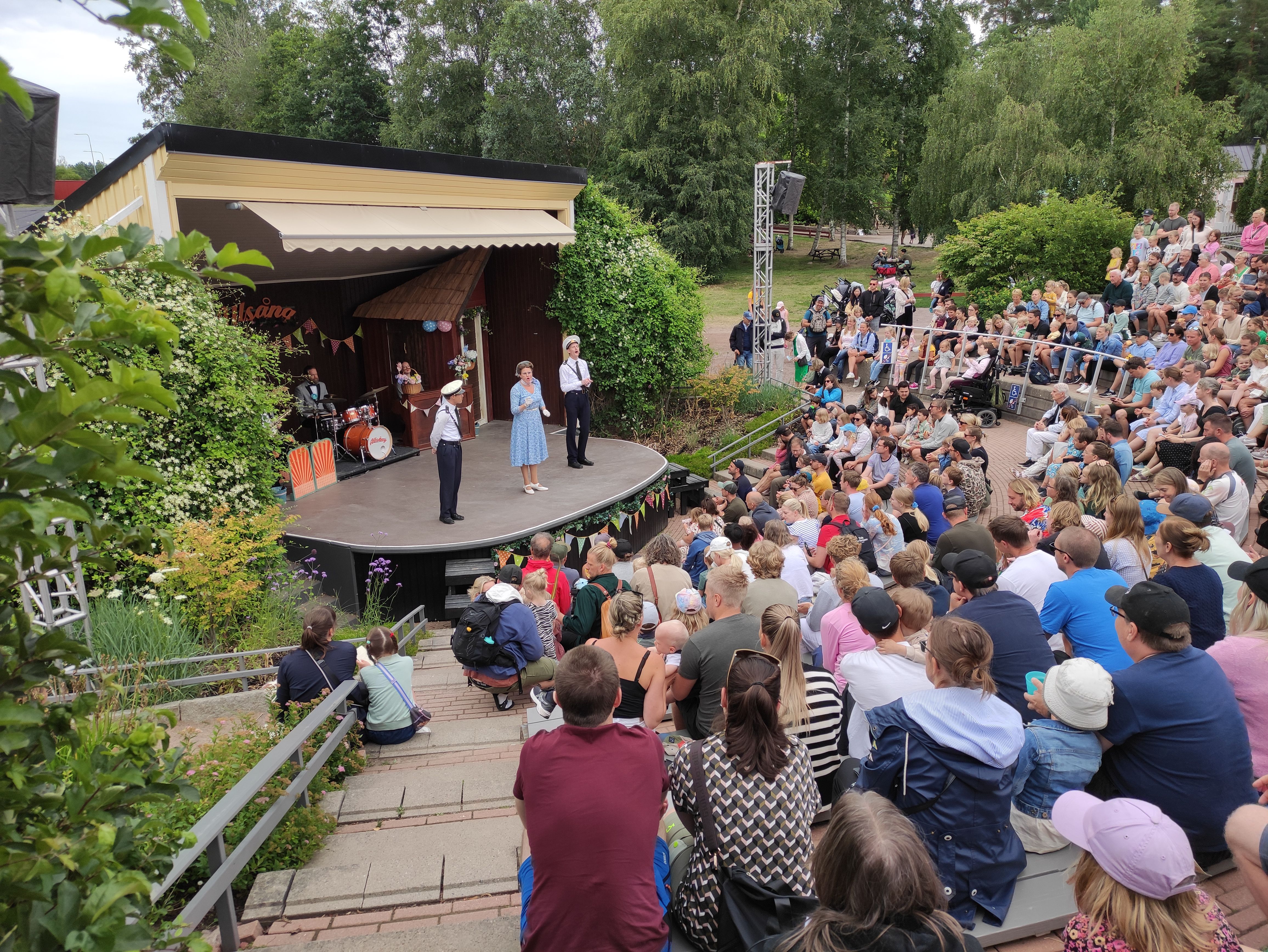
Divadelní představení
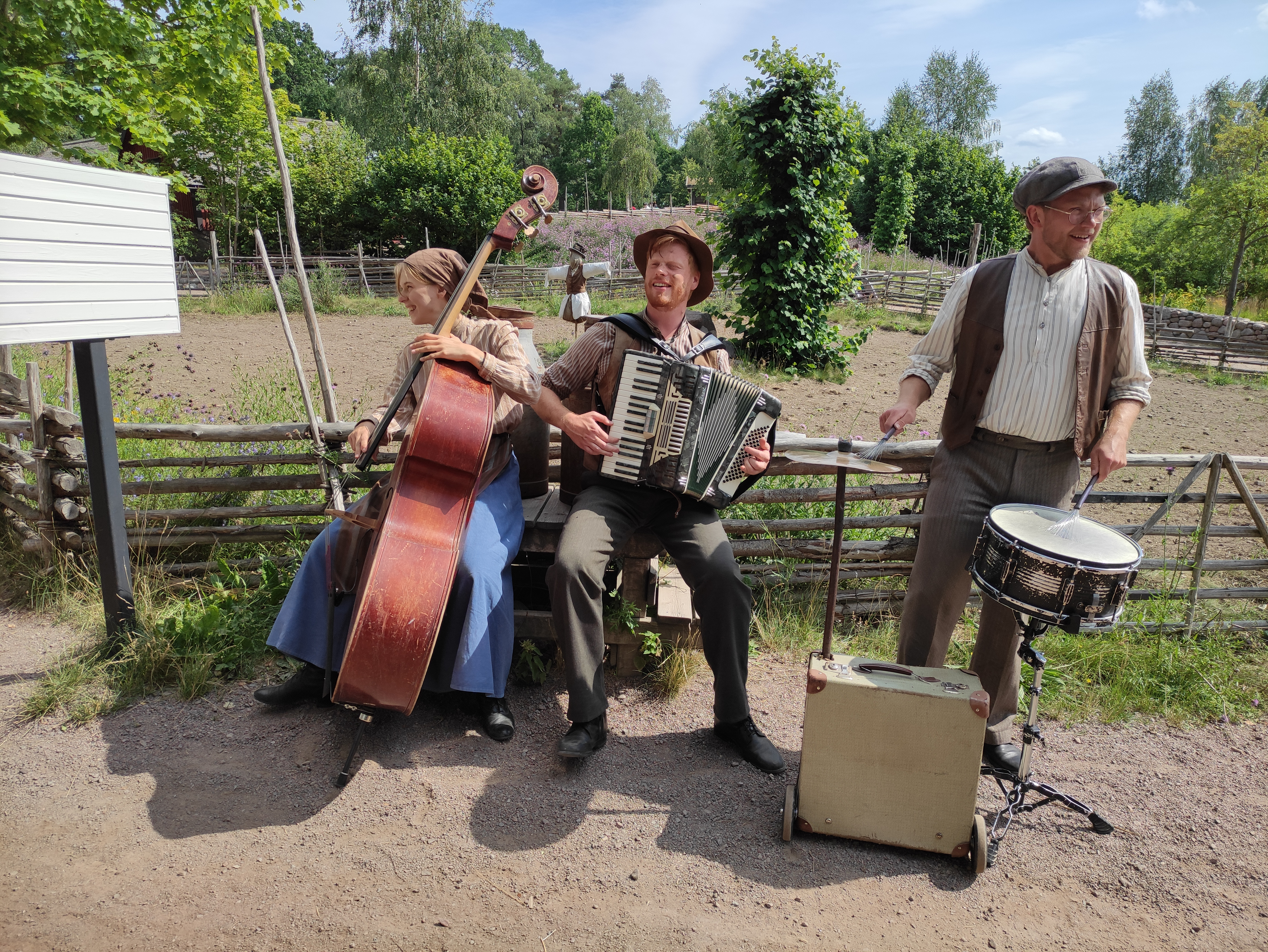
Kapela
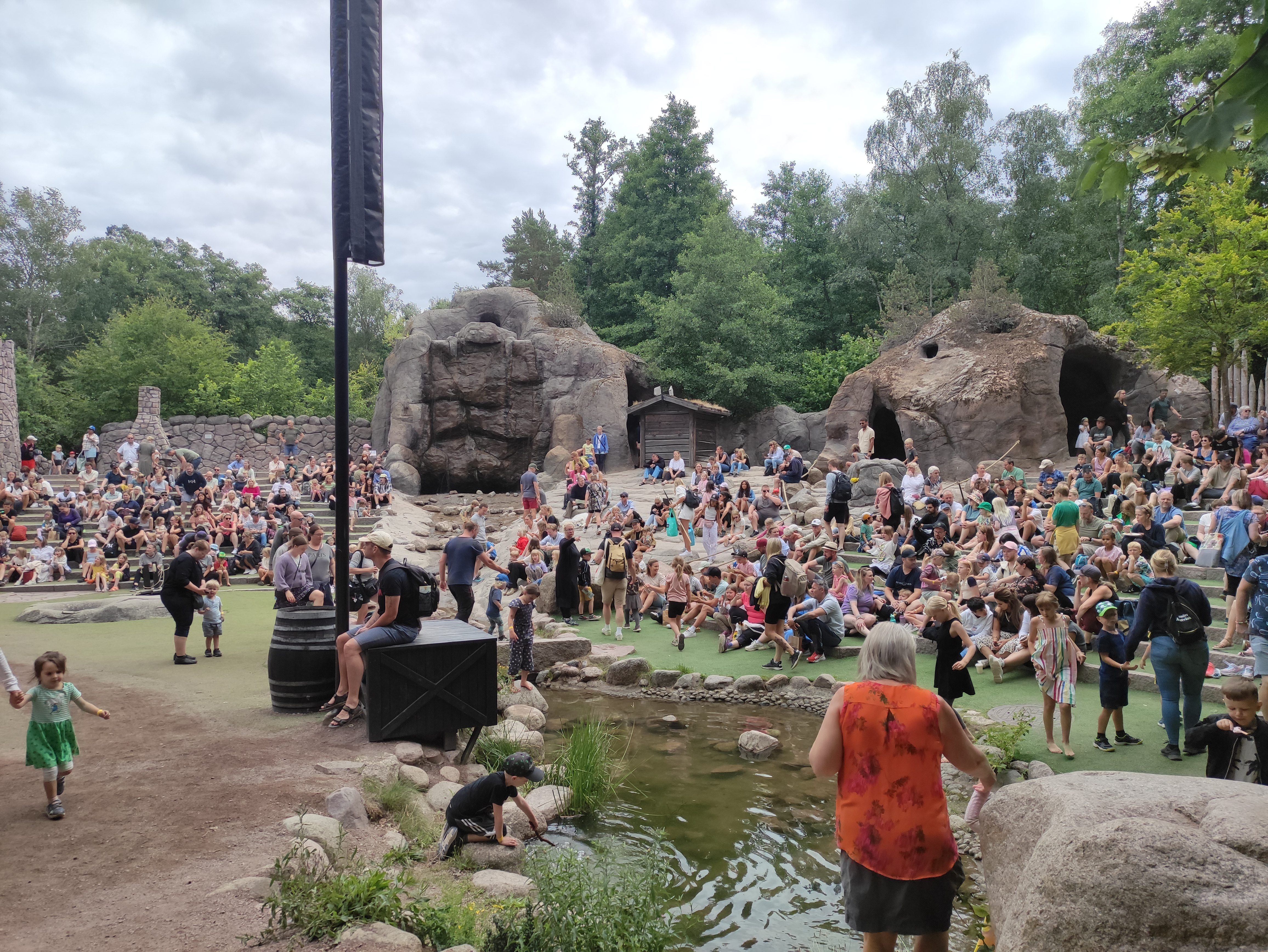
Divadelní představení
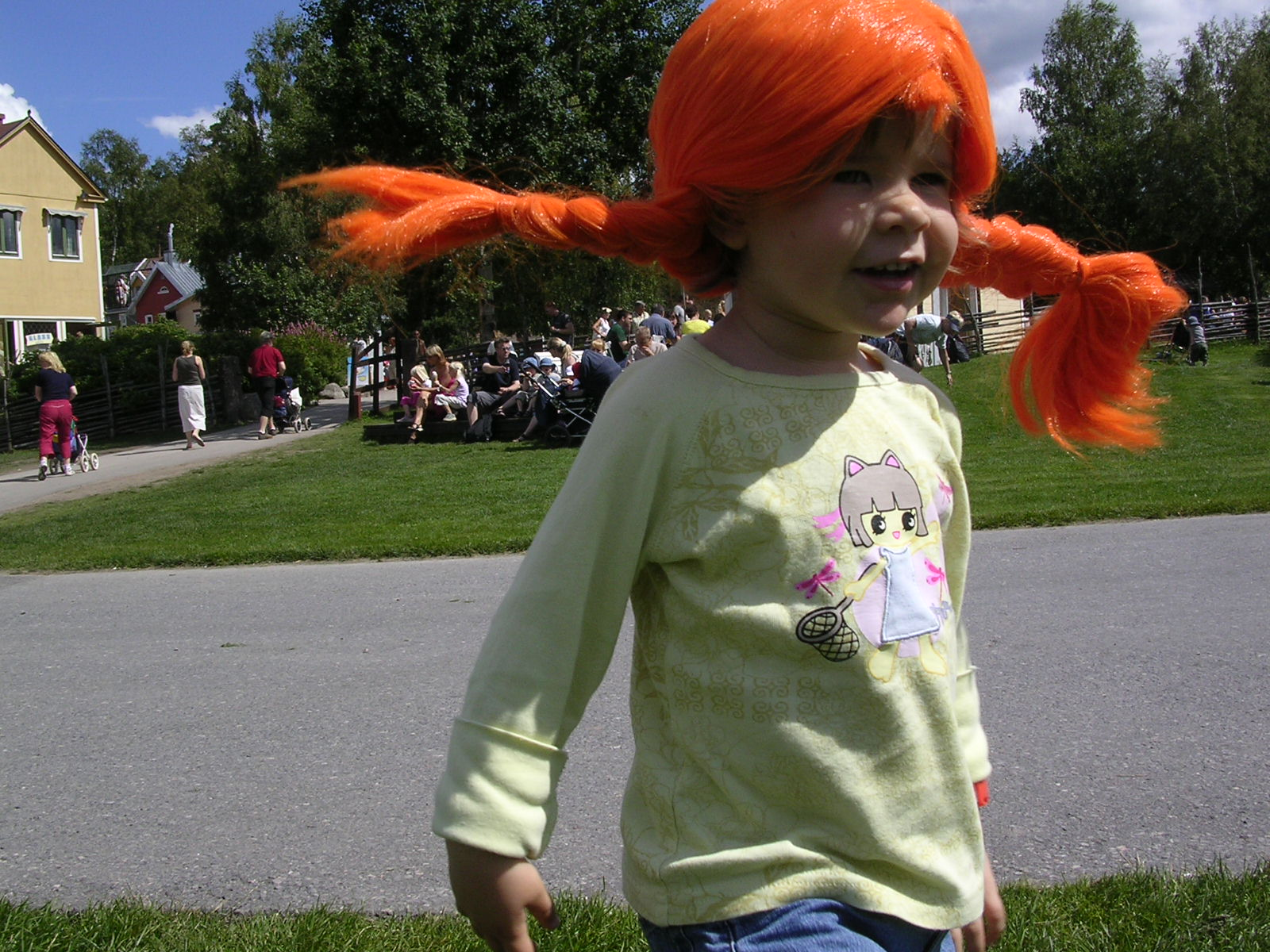
Pippi Dlouhá punčocha
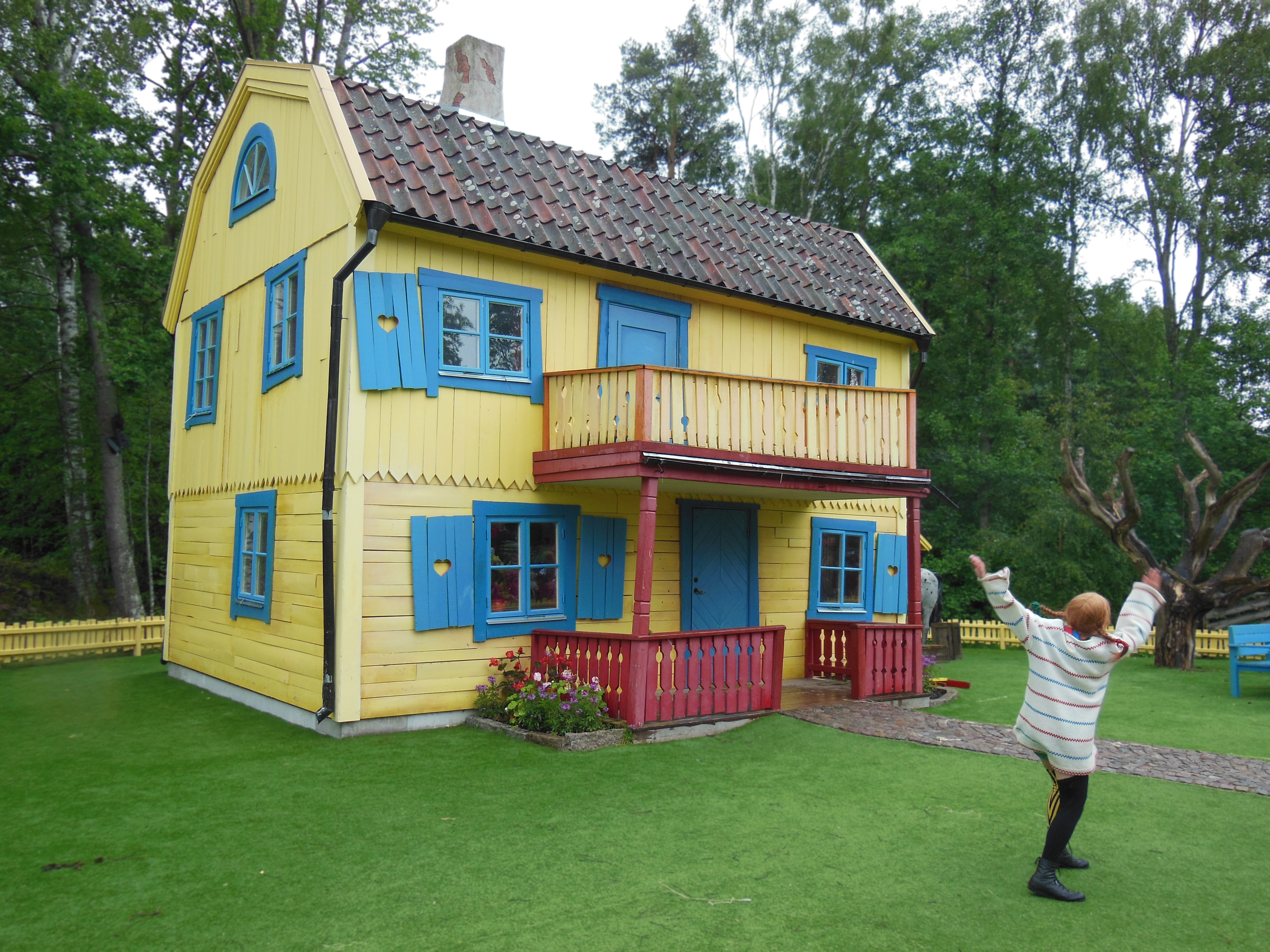
Divadelní představení
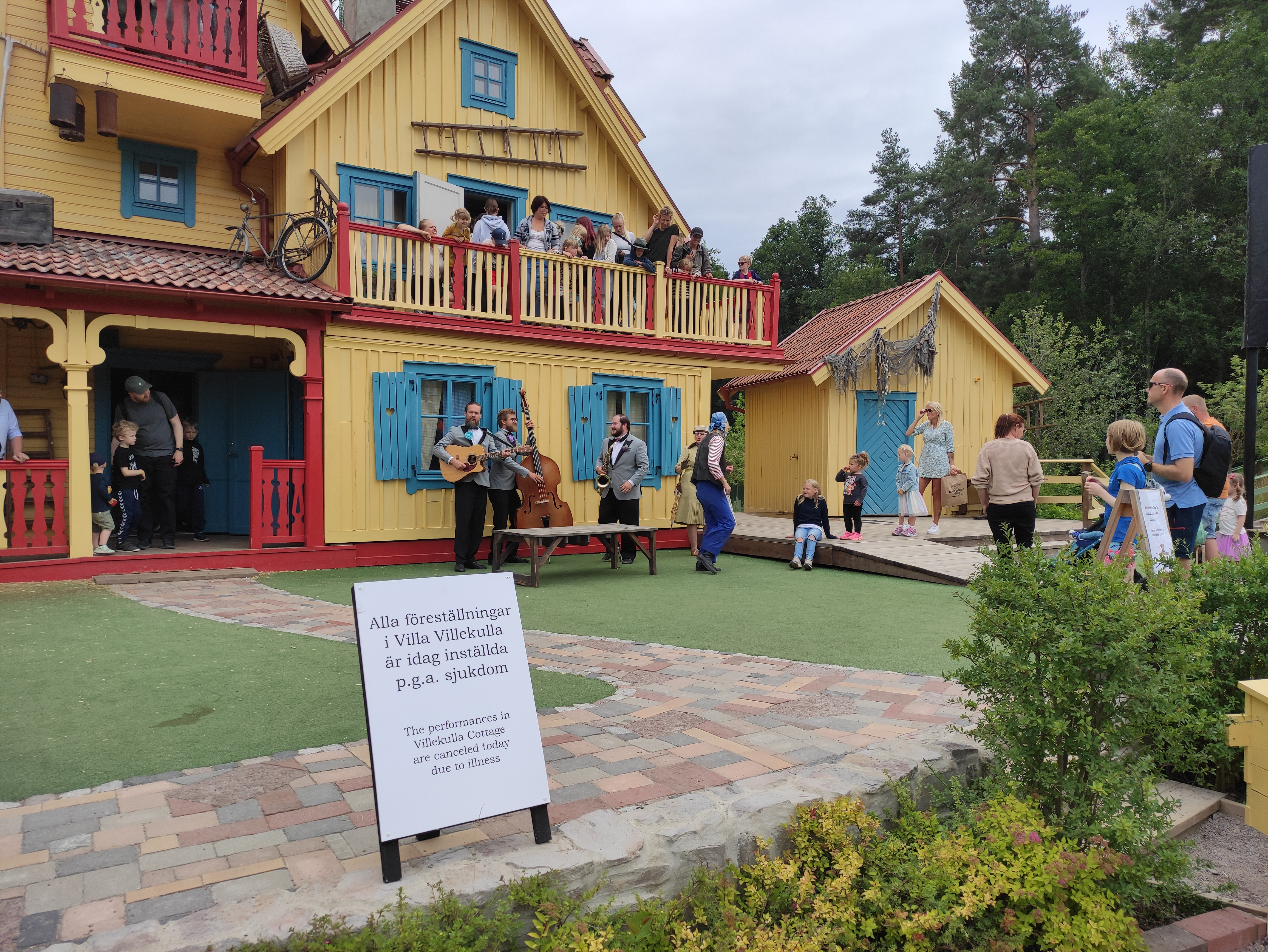
Divadelní představení
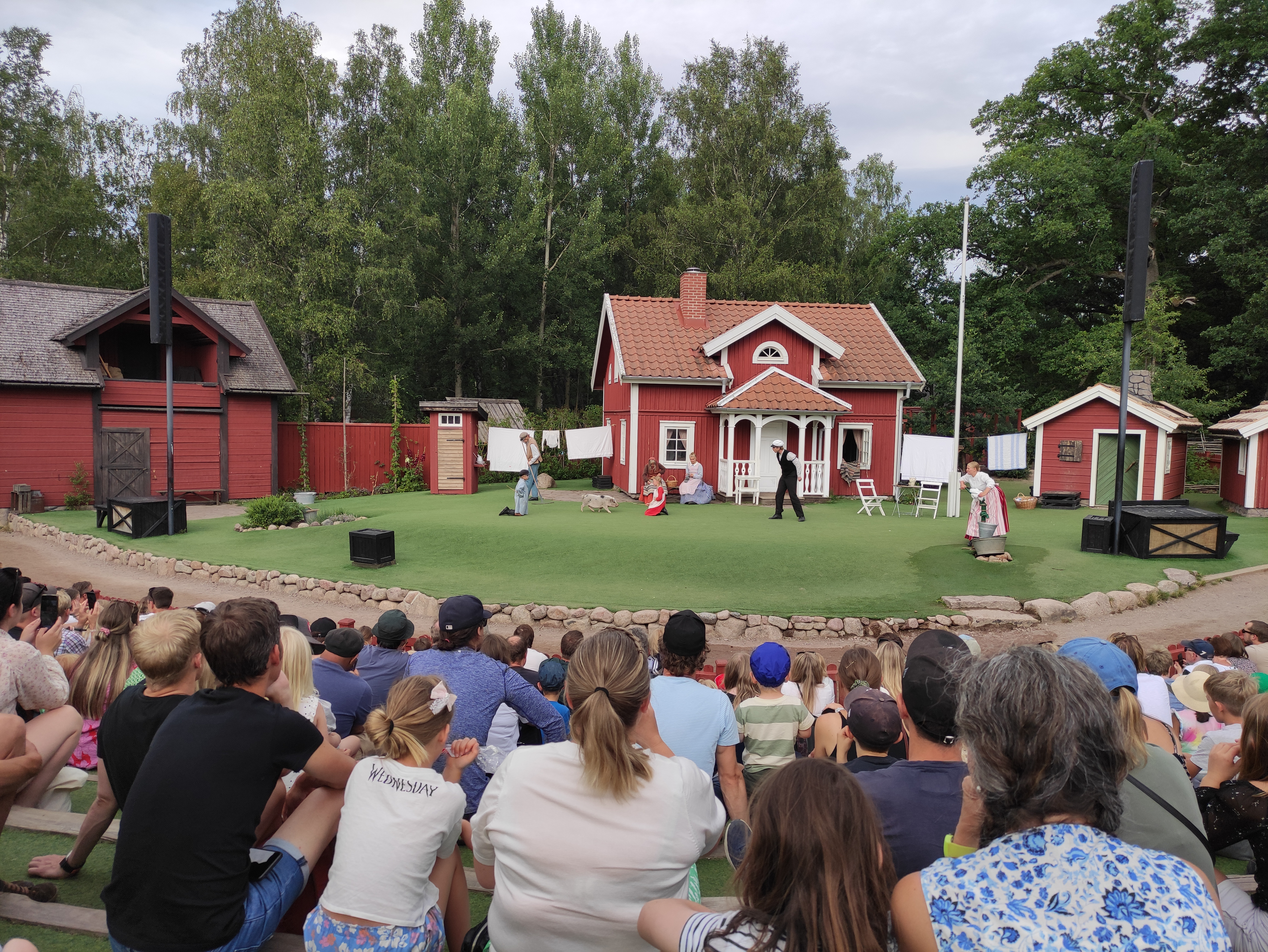
Divadelní představení
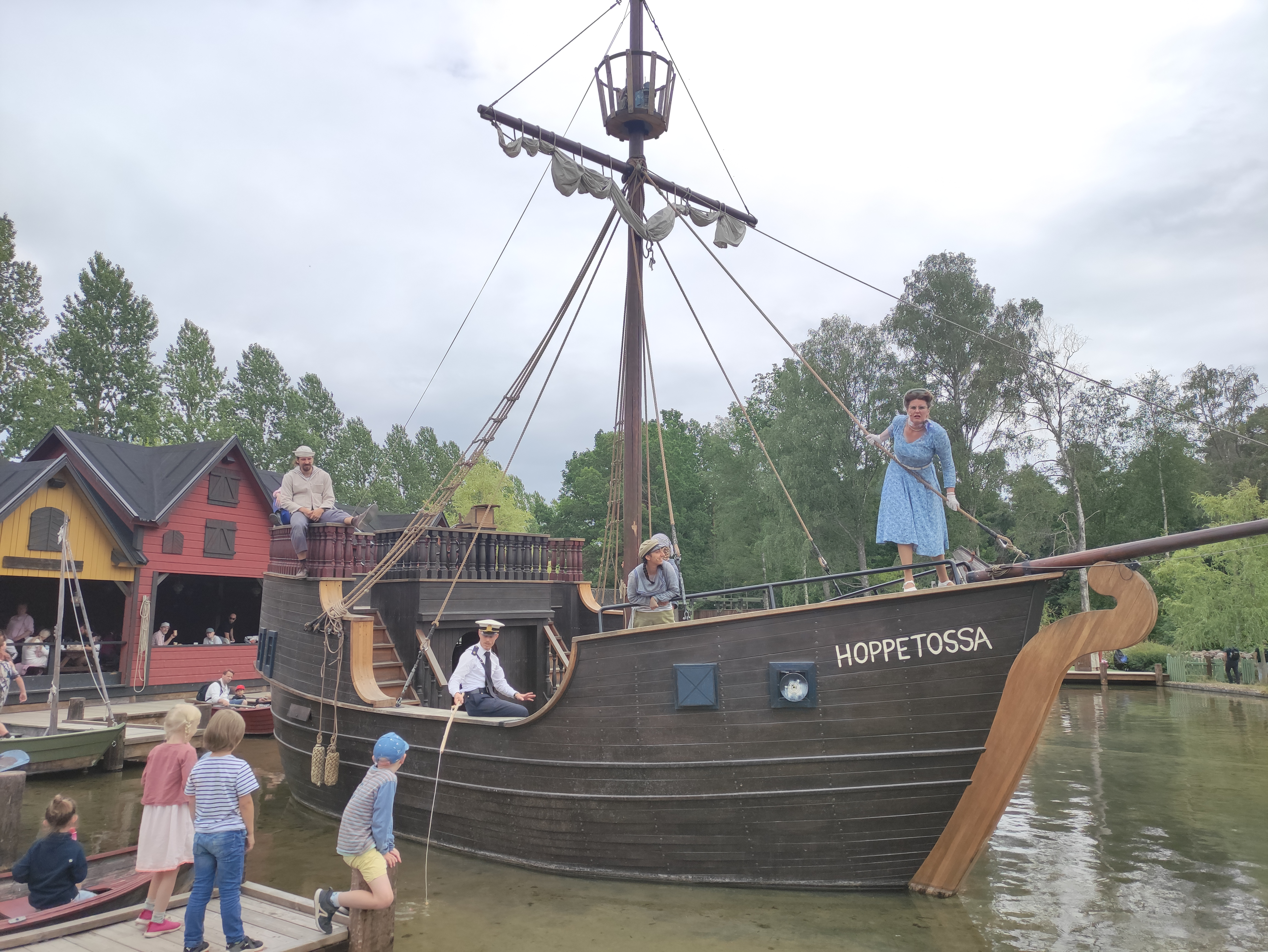
Divadelní představení
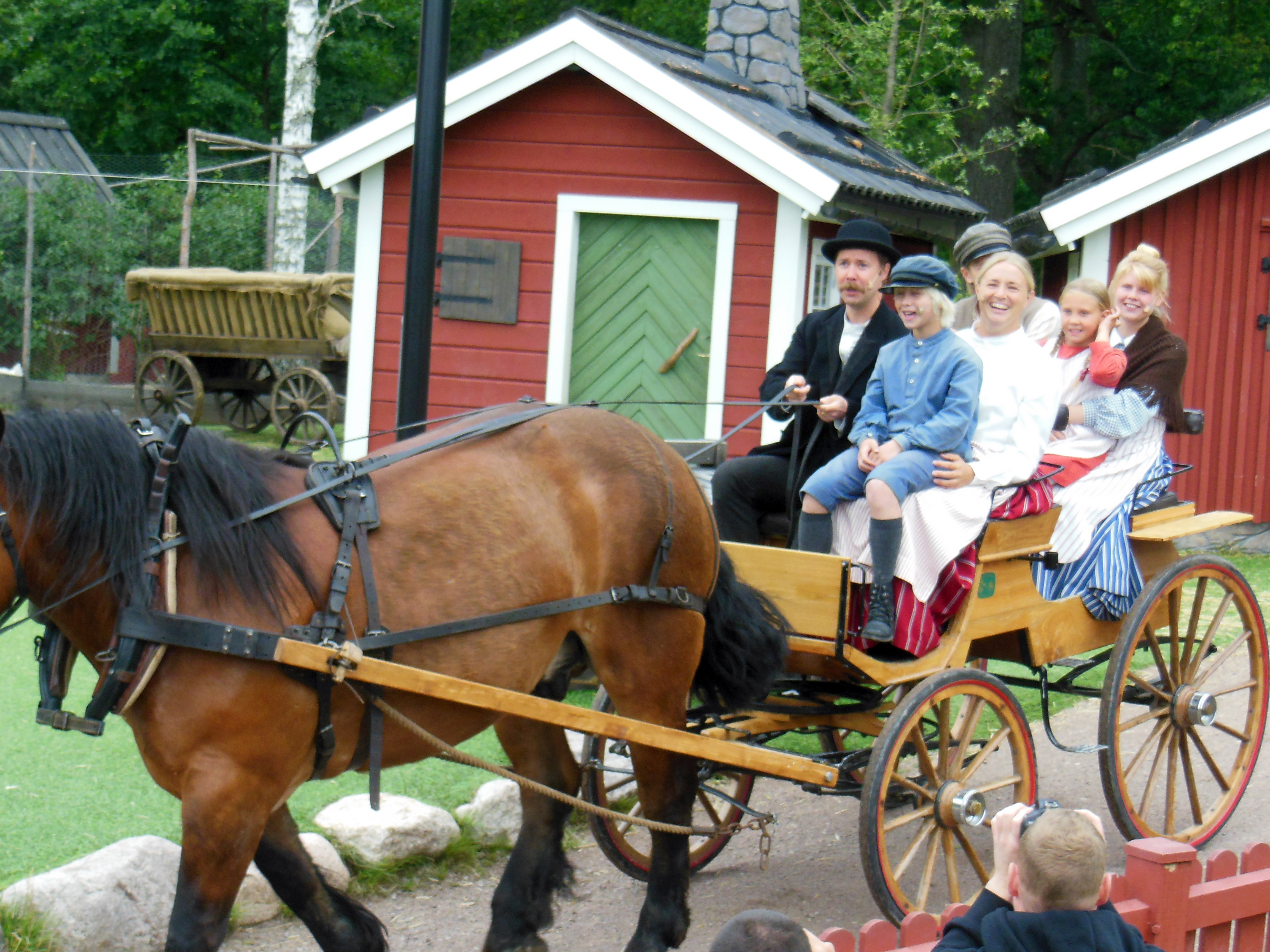
Divadelní představení